# رعد ۸۵ (پهپاد)

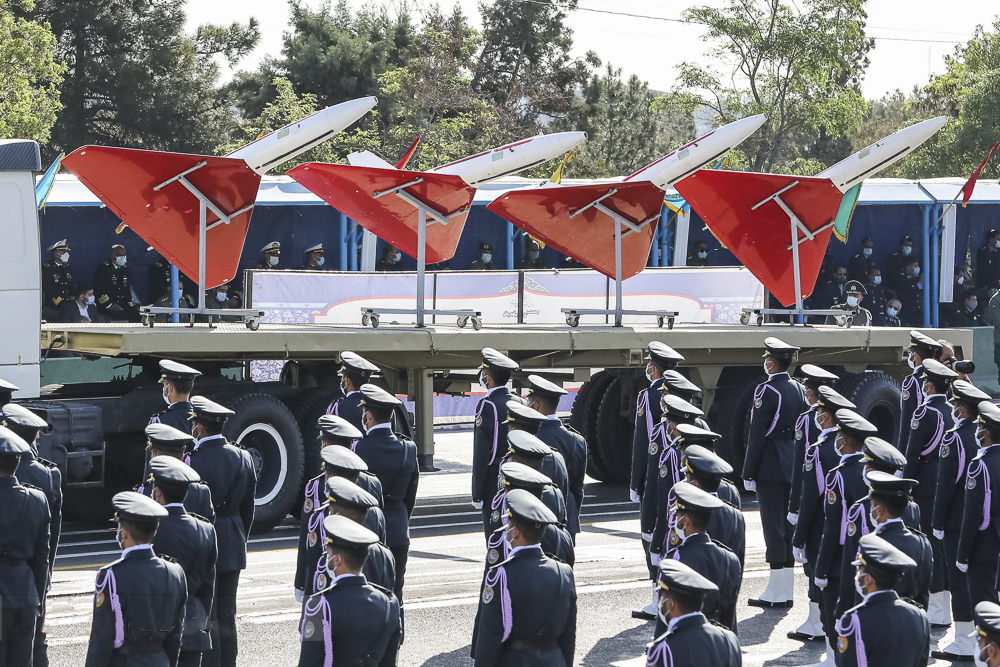
روز ارتش جمهوری اسلامی ایران ۱۴۰۱، تریلی‌های نظامی ایران حامل پهپاد رعد ۸۵

رعد ۸۵ پهپاد انتحاری با برد ۱۰۰ کیلومتر است که دارای قابلیت شناسایی اهداف ثابت و متحرک می‌باشد. این پهپاد ایرانی توانِ حمل تجهیزات مختلف را دارد و قدرت انتحاری آن مربوط است به تجهیزاتی که بر روی آن نصب می‌گردد. رعد ۸۵ توسط نیروی زمینی ارتش جمهوری اسلامی ایران طراحی و ساخته شده و به مرحله تولید رسیده‌است.
بنا به گفتهٔ امیر پوردستان، فرمانده (پیشین) نیروی زمینی ارتش:
نیروی زمینی ارتش دارای همکاری با صنعت هوایی قدس بوده و پهپادهای انتحاری را آماده نموده‌اند. وی افزود: «پهپاد انتحاری رعد ۸۵ این قابلیت را دارد که همزمان که هدف را شناسایی می‌کند، می‌تواند آن را مورد اصابت قرار دهد، حتی اگر هدف ده‌ها کیلومتر دورتر از محدوده پرواز این پهپاد باشد. این هدف می‌تواند هم هدف متحرک باشد و هم هدف ثابت باشد و قدرت انفجاری نیز بسته به انفجار منفجره بوده که در پهپاد پیش‌بینی شده‌است.»
رعد ۸۵ بعنوان بمبی متحرک عمل می‌نماید بطوریکه قادر است اهداف هوایی را هم مورد هدف قرار دهد و به این معناست که این پهپاد دارای قابلیت قرارگیری در مسیر بالگردها/هواپیماهای دشمن است و با این قابلیت، آنرا را هدف‌گیری و ساقط می‌نماید. این پهپاد، با توجه به قدرت بارگیری و تواناییِ خود، نقاط انفجاری در آن قرار گرفته می‌شود و با توجه به نسبت اندازه‌هایی که دارد، مواد منفجره را با خود حمل می‌نماید.